# Gypsy Abbott
Gypsy Abbott (Atlanta, 31 gennaio 1897 – Los Angeles, 25 luglio 1952) è stata un'attrice statunitense del cinema muto.

## Biografia
Gypsy Abbott iniziò a recitare all'età di otto anni nel teatro vaudeville, con la compagnia di repertorio di E.H. Sothern e più avanti interpretando il ruolo di Flora Belle Fry nel musical Little Johnny Jones di George Cohan.
Esordì al cinema nel 1913 con The Path of Sorrow e nel biennio 1916-1917 fu a fianco di Ben Turpin in numerosi cortometraggi della Vogue Motion Picture Company, tra cui The Wicked City, A Circus Cyclone, The Musical Marvel e A Studio Stampede. Sempre del 1917 è l'ultima apparizione in Lorelei of the Sea di Henry Otto.
Morì a Hollywood nel 1952, all'età di 55 anni. È sepolta nell'Holy Cross Cemetery di Culver City, in California.

### Vita personale
È stata sposata con il regista, attore e produttore cinematografico Henry King. Dal loro matrimonio, celebrato nel 1915, sono nati tre figli: Frank, nato nel 1923, John, nel 1927, e Martha, nel 1930.

## Filmografia

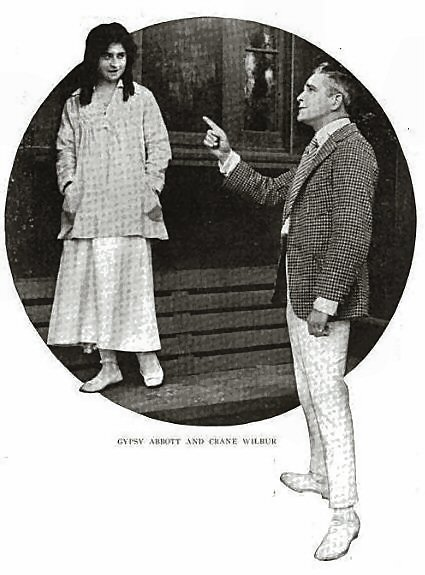
Gypsy Abbott e Crane Wilbur in Vengeance Is Mine! (1916).

- The Path of Sorrow, regia di Bertram Bracken - cortometraggio (1913)
- St. Elmo, regia di J. Gordon Edwards (1914)
- Called Back, regia di Henry Otto - cortometraggio (1914)
- The Square Triangle, regia di Bertram Bracken - cortometraggio (1914)
- The Criminal Code, regia di William Desmond Taylor (1914)
- The Vow - cortometraggio (1914)
- The Key to Yesterday, regia di John Francis Dillon (1914)
- The Man Who Could Not Lose, regia di Carlyle Blackwell (1914)
- Who Pays?, regia di Harry Harvey, H.M. Horkheimer e Henry King - serial cinematografico (1915)
- Beulah, regia di Bertram Bracken (1915)
- Houses of Glass, regia di Harry Harvey - cortometraggio (1915)
- For the Commonwealth, regia di Harry Harvey - cortometraggio (1915)
- Letters Entangled - cortometraggio (1915)
- The Fruit of Folly, regia di Harry Harvey - cortometraggio (1915)
- Straws in the Wind - cortometraggio (1915)
- Vengeance Is Mine!, regia di Robert Broadwell (1916)
- The Millionaire's Son - cortometraggio (1916)
- For Ten Thousand Bucks, regia di John Francis Dillon - cortometraggio (1916)
- Bungling Bill's Dress Suit, regia di John Francis Dillon - cortometraggio (1916)
- Some Liars, regia di Rube Miller - cortometraggio (1916)
- Her Luckless Scheme - cortometraggio (1916)
- Going to the Dogs - cortometraggio (1916)
- Rolling to Ruin - cortometraggio (1916)
- Paste and Politics, regia di Henry Kernan - cortometraggio (1916)
- A Touch of High Life - cortometraggio (1916)
- Her Painted Pedigree - cortometraggio (1916)
- Bungling Bill's Bow-Wow - cortometraggio (1916)
- Lost, Strayed or Stolen - cortometraggio (1916)
- With or Without - cortometraggio (1916)
- The Wicked City, regia di Robin Williamson - cortometraggio (1916)
- Shot in the Fracas, regia di Rube Miller - cortometraggio (1916)
- Jealous Jolts, regia di Rube Miller - cortometraggio (1916)
- A Lislebank - cortometraggio (1917)
- A Circus Cyclone, regia di Rube Miller - cortometraggio (1917)
- The Musical Marvel, regia di Ben Turpin e Robin Williamson - cortometraggio (1917)
- The Butcher's Nightmare, regia di Robin Williamson - cortometraggio (1917)
- His Bogus Boast, regia di Robin Williamson - cortometraggio (1917)
- A Studio Stampede, regia di Robin Williamson - cortometraggio (1917)
- When Ben Bolted, regia di Robin Williamson - cortometraggio (1917)
- Lorelei of the Sea, regia di Henry Otto (1917)